# 利亚达格米斯·波韦亚
利亚达格米斯·波韦亚·罗德里格斯（西班牙語：Liadagmis Povea Rodríguez，1996年2月6日—），古巴女子田径运动员，2019年泛美运动会女子三级跳远铜牌得主、2025年世界室内田径锦标赛女子三级跳远银牌得主。